# Dusičnan hlinitý
Dusičnan hlinitý je bílá, ve vodě rozpustná sůl hliníku a kyseliny dusičné. Nejčastěji se vyskytuje ve formě nonahydrátu: Al(NO3)3·9H2O.

## Příprava
Dusičnan hlinitý nelze připravit reakcí hliníku s koncentrovanou kyselinou dusičnou. Místo toho se využívá reakce kyseliny dusičné s chloridem hlinitým, vedlejším produktem je chlorid nitrosylu, jež se z roztoku uvolňuje jako plyn. Výhodnější příprava je reakcí kyseliny dusičné s hydroxidem hlinitým.
Dusičnan hlinitý může být také připraven reakcí mezi síranem hlinitým a dusičnanovou solí s vhodným kationtem, jako je baryum, stroncium, vápník, stříbro nebo olovo, např.:
Al2(SO4)3 + 3 Ba(NO3)2 → 2 Al(NO3)3 + 3 BaSO4

## Využití
Dusičnan hlinitý je silné oxidační činidlo. Využívá se v činění kůží, antiperspirantech, inhibitorech koroze, při extrakci uranu, rafinaci ropy a jako nitrační činidlo.
Nonahydrát a další hydratované dusičnany hliníku mají mnoho aplikací.Tyto soli se využívají k výrobě oxidu hlinitého pro přípravu izolačních papírů, v topných prvcích pro katodové trubice a na laminátech jádra transformátoru. Hydratované soli se také používají pro extrakci aktinoidů.
Používá se v laboratořích i výuce jako demonstrace vločkování vody:
Al(NO3)3 + 3 NaOH → Al(OH)3 + 3 NaNO3
Častěj se ale využívá chlorid a síran hlinitý.